# Priolomopsis littoralis
Priolomopsis littoralis es una especie de coleóptero de la familia Zopheridae.

## Distribución geográfica
Habita en Madagascar.